# 117572 Hutsebaut
117572 Hutsebaut este un asteroid din centura principală de asteroizi.

## Descriere
117572 Hutsebaut este un asteroid din centura principală de asteroizi. A fost descoperit pe 8 martie 2005 la Mayhill de Andrew Lowe. Asteroidul prezintă o orbită caracterizată de o semiaxă mare de 3,21 ua, o excentricitate de 0,18 și o înclinație de 27,5° în raport cu ecliptica.